# Hockey Club Forte dei Marmi
El Hockey Club Forte dei Marmi, también conocido como B&B Service Forte dei Marmi por razones de patrocinio, es un club de hockey sobre patines de la localidad italiana de Forte dei Marmi, en la región de la Toscana.

## Historia
Fue fundado en julio de 1962 bajo el nombre de Hockey Forte dei Marmi, modificándose dicha denominación en 1995, debido a una serie de irregularidades burocráticas, por el actual de Hockey Club Forte dei Marmi.
Tras cuarenta años en las que alternó su militancia en las series C y B (década 1960) y en la Serie A (posteriormente Serie A1) y la Serie B (década 1970 hasta década 2000), llega su época de máximo esplendor en la década de 2010 en la que consigue cuatro ligas de Italia (2013-14) (2014-15) (2015-16)
y (2018-19), una Copa de Italia (2016-17, vs. Hockey Valdagno) y tres Supercopas (2014, vs. Hockey Valdagno) (2017, vs. Amatori Lodi). (2019, vs. Hockey Breganze).
La década de 2020 se inicia con un nuevo título de Supercopa (2021, vs. Amatori Lodi).

## Palmarés
- 4 Ligas de Italia: 2013-14, 2014-15, 2015-16 y 2018-2019
- 1 Copa de Italia: 2016-17
- 4 Supercopas de Italia: 2014, 2017, 2019 y 2021

## Plantilla 2021-2022
| - (3) Marc Gual - (4) Lorenzo Giovannetti - (7) Sergio Festa - (9) Pedro Gil - (10) Domenico Illuzzi |  | - (17) Xavi Rubio - (22) Riccardo Gnata (portero) - (26) Elia Cinquini - (74) Leonardo Bertozzi (portero) - (77) Giacomo Maremmani |